# Фигейренсе
Фигейре́нсе (порт. Figueirense Futebol Clube) — бразильский футбольный клуб из города Флорианополис, штат Санта-Катарина. Клуб является одним из пяти грандов своего штата (наряду с «Аваи», «Жоинвилем», «Крисиумой» и «Шапекоэнсе»).

## История
Клуб был основан 21 июня 1921 года, название произошло от слова Figueira, означающее фиговое дерево. В 1930-е годы «Фигейренсе» успешно выступал в чемпионате штата Санта-Катарина, выиграв половину всех первенств в то десятилетие. Однако после 1941 года следующего титула болельщикам команды пришлось ждать 31 год. С 1974 года Фигейренсе вновь не мог выиграть чемпионат штата на протяжении двух десятилетий. С 1994 года клуб выиграл ещё 10 чемпионатов штата и с 18-ю титулами находится на первом место по числу побед в Лиге Катариненсе.
В 1973 году «Фигейренсе» стал первым участником бразильской Серии А от своего штата. В 1970-е годы команда пять лет провела в Серии A, высшее достижение — 21-е место в 1975 году. Затем «Фигейренсе» эпизодически выступал в Сериях B и C.
Сезон 2000 года команда должна была начать в статусе клуба Серии C, однако из-за проведения Кубка Жоао Авеланжа получила право побороться за чемпионский титул в Бразилии и в итоге смогла пробиться в 1/8 финала турнира (9-е место в общей таблице чемпионата). На следующий год «Фигейренсе» был сразу включён в число участников Серии B, где занял второе место и заработал путёвку в элитный дивизион.
Следующие семь сезонов команда провела в Серии A. За это время «Фигейренсе» заработал репутацию клуба с налаженной молодёжной школой и делающего ставку на своих воспитанников. Дважды «Фигейренсе» пробивался в зону Южноамериканского кубка, а в 2006 году даже боролся за попадание в зону Кубка Либертадорес, но в итоге финишировал на седьмом месте в «бразилейрау», что является наивысшим показателем для клуба. В 2008 году «Фигейренсе» вылетел в Серию B с 17-го места (до последнего ведя борьбу за место в элите), но заняв в 2010 году второе место в Серии B, вернулся в элиту.

## Форма
- Основная форма команды: футболки чёрно-белые (в вертикальную полоску), чёрные трусы и гетры.
- Запасная форма: белая.

## Достижения
- Чемпионат штата Санта-Катарина (18): 1932, 1935, 1936, 1937, 1939, 1941, 1972, 1974, 1994, 1999, 2002, 2003, 2004, 2006, 2008, 2014, 2015, 2018
- Вице-чемпион бразильской Серии B (2): 2001, 2010
- Финалист Кубка Бразилии (1): 2007

## Статистика выступлений с 2001 года
| Сезон | Ранг | Турнир  | Место | И  | В  | Н  | П  | ГЗ | ГП | Очки |
| ----- | ---- | ------- | ----- | -- | -- | -- | -- | -- | -- | ---- |
| 2001  | 2    | Серия B | 2     | 34 | 16 | 6  | 12 | 60 | 48 | 51   |
| 2002  | 1    | Серия A | 17    | 25 | 9  | 4  | 12 | 34 | 43 | 31   |
| 2003  | 1    | Серия A | 11    | 46 | 17 | 14 | 15 | 62 | 54 | 65   |
| 2004  | 1    | Серия A | 11    | 46 | 17 | 12 | 17 | 57 | 59 | 63   |
| 2005  | 1    | Серия A | 16    | 42 | 14 | 11 | 17 | 65 | 72 | 53   |
| 2006  | 1    | Серия A | 7     | 38 | 15 | 12 | 11 | 52 | 44 | 57   |
| 2007  | 1    | Серия A | 13    | 38 | 14 | 11 | 13 | 57 | 56 | 53   |
| 2008  | 1    | Серия A | 17    | 38 | 11 | 11 | 16 | 49 | 73 | 44   |
| 2009  | 2    | Серия B | 6     | 38 | 19 | 3  | 16 | 64 | 51 | 60   |
| 2010  | 2    | Серия B | 2     | 38 | 19 | 10 | 9  | 68 | 37 | 67   |
| 2011  | 1    | Серия A | 7     | 38 | 15 | 13 | 10 | 46 | 45 | 58   |
| 2012  | 1    | Серия A | 20    | 38 | 7  | 9  | 22 | 39 | 72 | 30   |
| 2013  | 2    | Серия B | 4     | 38 | 18 | 6  | 14 | 63 | 52 | 60   |
| 2014  | 1    | Серия A | 13    | 38 | 13 | 8  | 17 | 37 | 47 | 47   |
| 2015  | 1    | Серия A | 16    | 38 | 11 | 10 | 17 | 36 | 50 | 43   |
| 2016  | 1    | Серия A | 18    | 38 | 8  | 13 | 17 | 30 | 50 | 37   |
| 2017  | 2    | Серия B | 12    | 38 | 12 | 12 | 14 | 44 | 49 | 48   |
| 2018  | 2    | Серия B | 15    | 38 | 11 | 13 | 14 | 48 | 51 | 46   |
| 2019  | 2    | Серия B | 16    | 38 | 7  | 20 | 11 | 31 | 38 | 41   |